# Latin Lovers (álbum)
Latin Lovers es un compilación de canciones de música latina. Fue lanzado al mercado el 23 de junio de 2014.····

## Cantantes

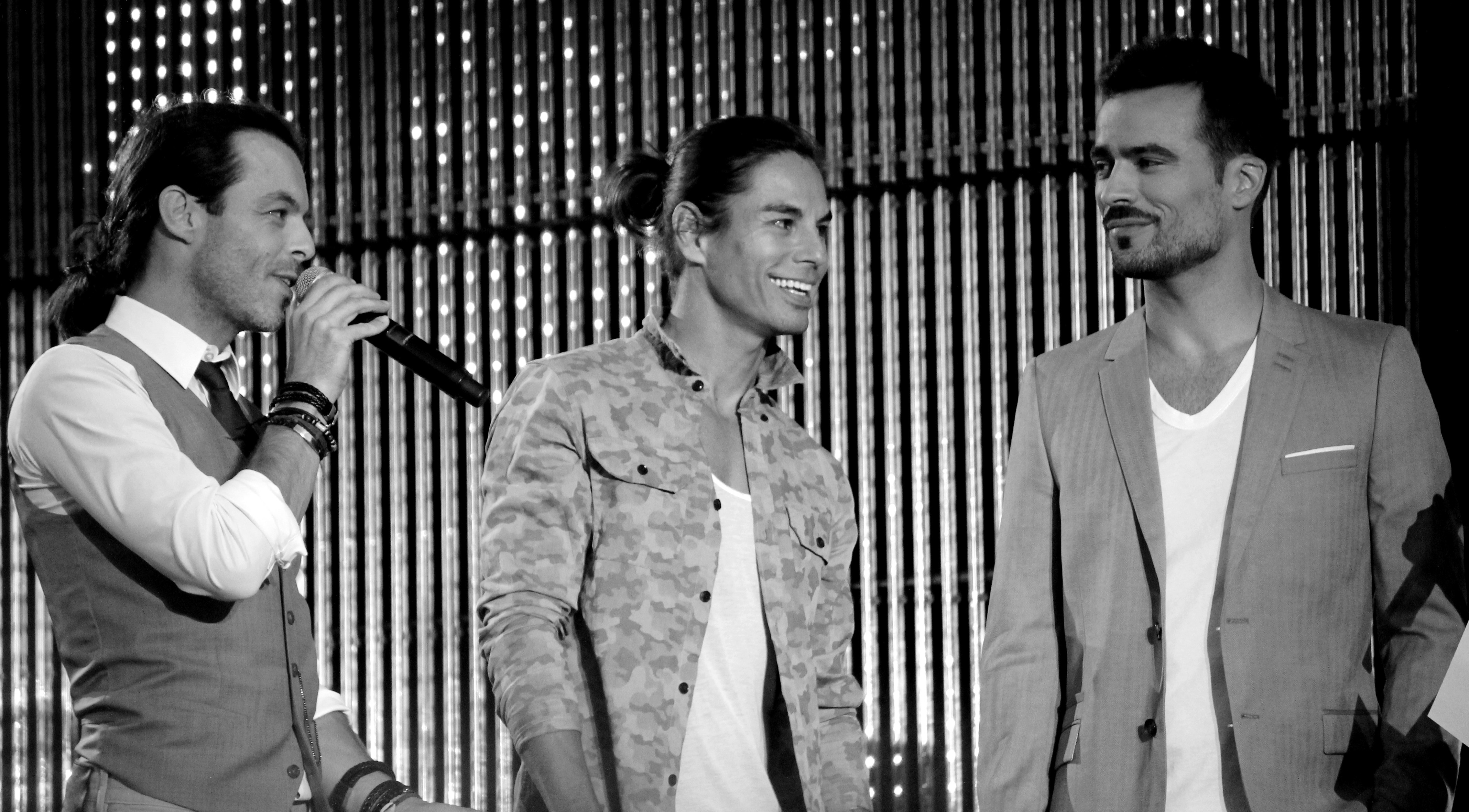
Nuno Resende, Julio Iglesias, Jr., Damien Sargue
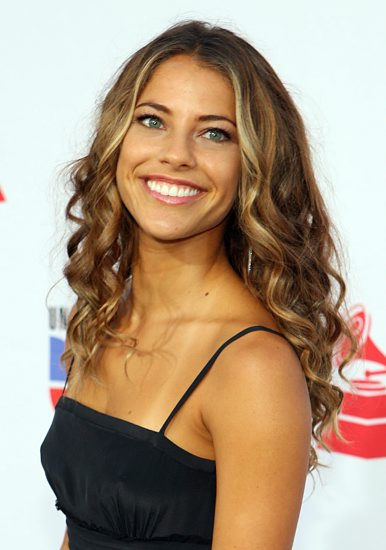
Debi Nova

## Lista de canciones
| N.º | Título                                                                   | Cantantes                                      | Duración |  |
| 1.  | «La camisa negra de Juanes»                                              | Nuno Resende, Julio Iglesias Jr                |          |  |
| 2.  | «Maria Maria de Santana»                                                 | Nuno Resende, Julio Iglesias Jr, Damien Sargue |          |  |
| 3.  | «Solamente tú de Pablo Alborán»                                          | Damien Sargue, Pablo Alborán                   |          |  |
| 4.  | «Più bella cosa de Eros Ramazzotti»                                      | Nuno Resende, Julio Iglesias Jr, Nyco Lilliu   |          |  |
| 5.  | «Vous les femmes (Pobre diablo) de Julio Iglesias»                       | Nuno Resende, Julio Iglesias Jr, Damien Sargue |          |  |
| 6.  | «Livin' La Vida Loca de Ricky Martin»                                    | Nuno Resende, Julio Iglesias Jr                |          |  |
| 7.  | «Una storia importante de Eros Ramazzotti»                               | Damien Sargue, Nyco Lilliu                     |          |  |
| 8.  | «La Isla Bonita de Madonna»                                              | Nuno Resende, Julio Iglesias Jr                |          |  |
| 9.  | «La Solitudine de Laura Pausini»                                         | Nyco Lilliu                                    |          |  |
| 10. | «L'encre de tes yeux / Todo aquello que escribí de Francis Cabrel»       | Nuno Resende, Damien Sargue                    |          |  |
| 11. | «Conga from Miami Sound Machine»                                         | Nuno Resende, Debi Nova                        |          |  |
| 12. | «Écris l'histoire / Io so che tu de Grégory Lemarchal y Davide Esposito» | Nuno Resende, Damien Sargue                    |          |  |
| 13. | «A Garota de Ipanema»                                                    | Nuno Resende                                   |          |  |

### Pistas adicionales
| N.º | Título                                          | Cantantes                   | Duración |  |
| 1.  | «Historia de un amor from Carlos Eleta Almaran» | Nuno Resende, Damien Sargue |          |  |
| 2.  | «Essa moça ta diferente from Chico Buarque»     | Nuno Resende                |          |  |